# Daniel Furrer
Daniel Furrer (* 1971) ist ein Politiker der CVP – Die Mitte Uri des Schweizer Kantons Uri.

## Leben
Daniel Furrer amtet zurzeit als Regierungsrat des Schweizer Kantons Uri.  Als Regierungsrat steht er dem Justizdepartement vor. In dieser Funktion verantwortet er die Grossprojekte Sonnenberg in Seelisberg, das Tourismusprojekt in Andermatt, das Agglomerationsprogramm oder die Erweiterung des Windparks Gütsch. Furrer hat sich dazu entschieden, im März 2024 für eine weitere Kandidatur im Regierungsrat anzutreten und schaffte die Wahl im ersten Wahlgang. Er ist verheiratet und Vater von drei Töchtern.